# Luke Nasty
Luke Nasty (High Point, Carolina do Norte, 1991; na verdade, Leterrance Davis) é um rapper e DJ estadunidense.

## Biografia
Já na escola Luke Nasty se juntou à turma 336 Boyz. Um grupo de quatro rappers publicou dois álbuns, sendo um em 2010 e outro em 2012. Depois que se formou na universidade chamada Winston-Salem State University, em 2013, ele tentou uma carreira solo. Iniciou um projeto chamado Highway Music e publicou, em setembro de 2015, o seu primeiro single Might Be, baseado na peça homônima de Anderson .Paak, e uma amostra do Top 10 Who Can I Run To, cantada pela banda Xscape. A canção prevaleceu e atingiu, no início de 2016, o Top 10 entre as canções de R&B, e entrou na parada Billboard Hot 100.

## Discografia
Singles
- Might Be (2015)